# Linea Ōmura

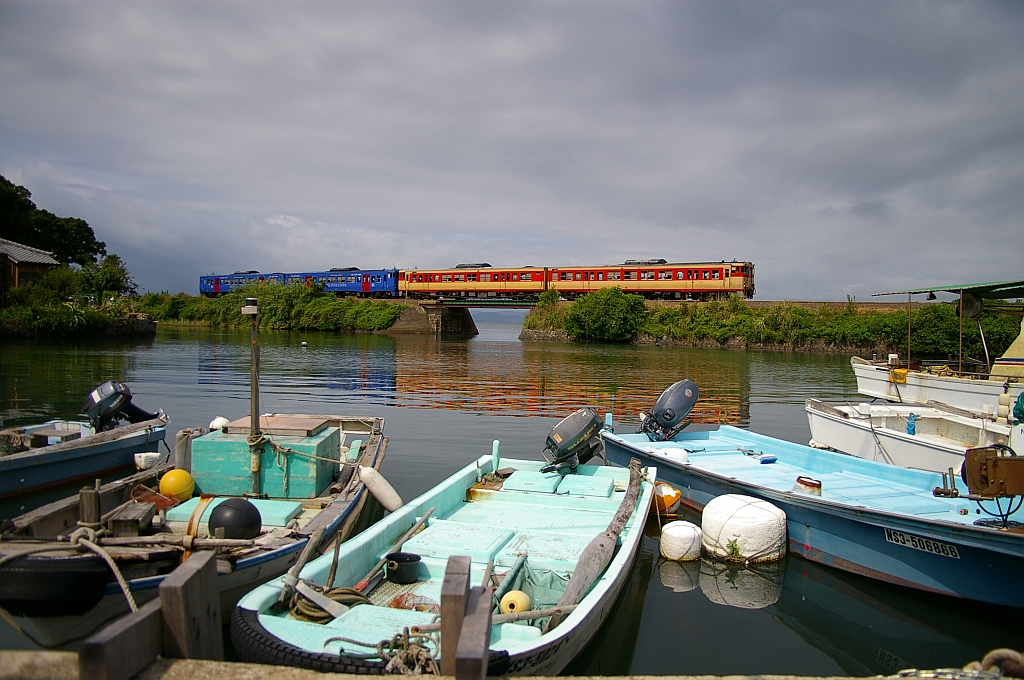
Treno in passaggio sulla baia di Omura

La linea principale Ōmura (大村線線?, Ōmura-honsen) è una linea ferroviaria regionale dell'isola del Kyūshū, in Giappone, gestita dalla JR Kyushu, e collega le stazioni di Haiki, nella città di Sasebo a quella di Isahaya, nella città omonima, e si trova interamente nella prefettura di Nagasaki. Tutti i treni proseguono fino a Sasebo oltre il capolinea nord, o verso Fukuoka sulla linea Sasebo.

## Caratteristiche
- Operatori: JR Kyushu
- Lunghezza: 47,6
- Scartamento: 1067 mm
- Stazioni: 14
- Numero di binari: tutta la linea è a binario singolo
- Elettrificazione: 20 kV CA da Haiki a Huis Ten Bosch
- Segnalamento ferroviario: automatico
- Velocità massima: 95 km/h

## Traffico
La linea Ōmura è utilizzata sia da servizi locali che a lunga percorrenza. Per quanto riguarda gli Espressi limitati provenienti da Fukuoka, sulla linea circola lo Huis Ten Bosch (Hakata - Huis Ten Bosch), con 5 o 10 coppie al giorno, in base al periodo dell'anno.
Il traffico locale è costituito da treni locali che fermano in tutte le stazioni e il rapido Seaside Liner, che unisce Nagasaki con Sasebo percorrendo il litorale occidentale, da cui il nome del servizio.

## Stazioni
- ●: Il treno ferma
- |: Il treno non ferma

| Stazione                                                     | Giapponese                                  | Distanza                                    | Seaside Liner                               | Collegamenti                                 | Posizione                                   | Posizione                                   |
| Servizi diretti via linea Sasebo per Sasebo                  | Servizi diretti via linea Sasebo per Sasebo | Servizi diretti via linea Sasebo per Sasebo | Servizi diretti via linea Sasebo per Sasebo | Servizi diretti via linea Sasebo per Sasebo  | Servizi diretti via linea Sasebo per Sasebo | Servizi diretti via linea Sasebo per Sasebo |
| ------------------------------------------------------------ | ------------------------------------------- | ------------------------------------------- | ------------------------------------------- | -------------------------------------------- | ------------------------------------------- | ------------------------------------------- |
| Haiki                                                        | 早岐                                        | 0.0                                         | ●                                           | Linea Sasebo                                 | Sasebo                                      | Pref. di Nagasaki                           |
| Huis Ten Bosch                                               | ハウステンボス                              | 4.7                                         | ●                                           |                                              | Sasebo                                      | Pref. di Nagasaki                           |
| Haenosaki                                                    | 南風崎                                      | 5.6                                         | \|                                          |                                              | Sasebo                                      | Pref. di Nagasaki                           |
| Ogushigō                                                     | 小串郷                                      | 9.6                                         | \|                                          |                                              | Kawatana Higashisonogi                      | Pref. di Nagasaki                           |
| Kawatana                                                     | 川棚                                        | 13.6                                        | ●                                           |                                              | Kawatana Higashisonogi                      | Pref. di Nagasaki                           |
| Sonogi                                                       | 彼杵                                        | 19.6                                        | ●                                           |                                              | Higashisonogi                               | Pref. di Nagasaki                           |
| Chiwata                                                      | 千綿                                        | 24.0                                        | \|                                          |                                              | Higashisonogi                               | Pref. di Nagasaki                           |
| Matsubara                                                    | 松原                                        | 28.5                                        | \|                                          |                                              | Ōmura                                       | Pref. di Nagasaki                           |
| Takematsu                                                    | 竹松                                        | 32.8                                        | ●                                           |                                              | Ōmura                                       | Pref. di Nagasaki                           |
| Suwa                                                         | 諏訪                                        | 34.8                                        | \|                                          |                                              | Ōmura                                       | Pref. di Nagasaki                           |
| Ōmura                                                        | 大村                                        | 36.2                                        | ●                                           |                                              | Ōmura                                       | Pref. di Nagasaki                           |
| Iwamatsu                                                     | 岩松                                        | 40.0                                        | \|                                          |                                              | Ōmura                                       | Pref. di Nagasaki                           |
| Isahaya                                                      | 諫早                                        | 47.6                                        | ●                                           | Linea principale Nagasaki Ferrovia Shimabara | Isahaya                                     | Pref. di Nagasaki                           |
| Servizi diretti sulla Linea principale Nagasaki per Nagasaki |                                             |                                             |                                             |                                              |                                             |                                             |